# Diadegma basale
Diadegma basale là một loài tò vò trong họ Ichneumonidae.